# Анастасий Струмишки
Анастасий или Спас, Спасо Струмишки или Радовецки, Радовишки или Солунски (на гръцки: Αναστάσιος ὁ ἐκ Βουλγαρίας) е новомъченик от XVIII век, почитан като светец от Православната църква. Българската православна църква го тачи на 29 август. В гръцката църква светецът е известен като Анастасий Български и паметта му се тачи на 8 август.

## Биография
Анастасий е роден около 1774 година в Радовиш, Струмишка епархия, поради което е известен като Радовецки и Струмишки. На 20 години започва работа в Солун като помощник на майстор тюфекчия. Един ден преоблечен като турчин Спас се опитал да прекара стока през митницата. Митничарите обаче го накарали да каже салават, за да докаже, че е мюсюлманин. Анастасий отказва и митничарите, разбрали, че е християнин, започват с насилие и с обещания да се опитват да го накарат да приеме исляма. Анастасий е изпратен при кадията, който, след като също не успява да го склони към вероотстъпничество, заповядва да го пребият и оковат в тъмница. След три дни мъчения и увещания, Анастасий е изпратен при моллата, който, след като също не успява да го склони към исляма, заповядва да го обесят извън стените, до Новата порта. Анастасий умира от побоищата на път към мястото за екзекуции на 8 август 1794 година.
Житието на Анастасий Българин е запазено у преподобни Никодим Светогорец, който поставя паметта му на 8 август. Архиепископ Филарет Черниговски в книгата си „Светци на южните славяни“ постовя паметта му на 29 август, както се тачи и в българския православен календар.